# Shakiras diskografi
Den colombianska artisten Shakiras diskografi består av sex officiella studioalbum, tre samlingsalbum och tre livealbum. Hon har även släppt 30 musiksinglar, 25 musikvideor och tre musik DVD.

## Studioalbum
- 1991 – Magia (inofficiellt studioalbum, utgivet på kassett & EP)
- 1993 – Peligro (inofficiellt studioalbum, utgivet på kassett & EP)
- 1995 – Pies Descalzos
- 1998 – ¿Dónde Están los Ladrones?
- 2001 – Laundry Service
- 2005 – Fijación Oral Vol. 1
- 2005 – Oral Fixation Vol. 2
- 2009 – She Wolf
- 2010 – Sale el sol (engelsk utgåva: The Sun Comes Out)
- 2014 – Shakira
- 2017 – El Dorado

## EP
- 2007 – Love in the Time of Cholera

## Livealbum
- 2000 – MTV Unplugged
- 2004 – Live & Off the Record
- 2007 – Oral Fixation Tour (DVD)
- 2011 – Live from Paris

## Samlingsalbum
- 1997 – The Remixes
- 2002 – Laundry Service: Washed & Dried
- 2002 – Colección de Oro
- 2002 – Grandes Éxitos
- 2006 – Oral Fixation Volumes 1&2

## Singlar

### Inofficiella singlar
- 1991 – ”Magia”
- 1991 – ”Lejos De Tu Amor”
- 1991 – ”Esta Noche Voy Contigo”
- 1993 – ”Peligro”
- 1993 – ”Brujería”
- 1993 – ”Eres”
- 1993 – ”Tu Seras La Historia De Mi Vida”

### Officiella singlar
- 1994 – ”¿Dónde Estás Corazón?”
- 1996 – ”Estoy aquí”
- 1996 – ”Pies descalzos, sueños blancos”
- 1996 – ”Antología
- 1997 – ”Se quiere, se mata
- 1998 – ”Ciega, sordomuda
- 1999 – ”Tú”
- 1999 – ”Inevitable"
- 1999 – ”No creo"
- 1999 – ”Si te vas”
- 1999 – ”Ojos así”
- 1999 – ”Moscas en la Casa”
- 2001 – ”Whenever, Wherever”/”Suerte”
- 2002 – ”Te dejo Madrid”
- 2002 – ”Underneath Your Clothes”
- 2002 – ”Objection (Tango)”/”Te Aviso, Te Anuncio (Tango)”
- 2002 – ”The One”
- 2002 – ”Que me quedes tú”
- 2003 – ”Fool”
- 2004 – ”Poem to a Horse”
- 2005 – ”La tortura”
- 2005 – ”No”
- 2005 – ”Don't Bother”
- 2006 – ”Día de enero”
- 2006 – ”Hips Don't Lie” (med Wyclef Jean)
- 2006 – ”Illegal” (med Carlos Santana)
- 2006 – ”La pared”
- 2007 – ”Las de la Intuición”/”Pure Intuition”
- 2007 – ”Hay Amores”
- 2007 – ”Beautiful Liar” (med Beyoncé)
- 2009 – ”She Wolf/Loba”
- 2009 – ”Lo Hecho Esta Hecho”
- 2009 – ”Give It Up to Me” (med Lil Wayne)
- 2009 – ”Gypsy”
- 2010 – ”Waka Waka (This Time for Africa)” (med Freshlyground)
- 2010 – ”Loca” (med El Cata eller Dizzee Rascal)
- 2011 – ”Sale el Sol”
- 2011 – ”Rabiosa” (med El Cata eller Pitbull)
- 2011 – ”Antes de las Seis”
- 2011 – ”Je l'aime à mourir”
- 2012 – ”Addicted to You”
- 2014 – ”Can't Remember to Forget You” (med Rihanna)
- 2014 – ”Empire”
- 2014 – ”Dare (La La La)”
- 2016 – ”Try Everything”
- 2016 – ”La Bicicleta” (med Carlos Vives)
- 2016 – ”Chantaje” (med Maluma)
- 2017 – ”Deja Vu” (med Prince Royce)
- 2017 – ”Me Enamoré”
- 2017 – ”Perro Fiel” (med Nicky Jam)

### Singlar som gästsångare
- 2006 – ”Te lo agradezco, pero no” (med Alejandro Sanz)
- 2007 – ”Beautiful Liar” (med Beyoncé)
- 2007 – ”Si tu no vuelves” (med Miguel Bosé)
- 2008 – ”Sing” (med Annie Lennox och andra artister)